# Federica Brunini
Federica Brunini (Busto Arsizio, 4 aprile 1971) è una scrittrice e giornalista italiana.

## Biografia
Dopo il liceo classico Daniele Crespi di Busto Arsizio, si è laureata in Lettere Moderne all’Università Cattolica del Sacro Cuore di Milano con una tesi sulla Teoria e Storia della Pedagogia Teatrale in Italia, e si è diplomata alla Civica Scuola d'Arte Drammatica Paolo Grassi di Milano, dove ha studiato drammaturgia ed ha collaborato, tra gli altri, con i registi Gabriele Vacis, Giampiero Solari, Silvio Soldini, Giuseppe Bertolucci.
In seguito ha scritto per il quotidiano Il Giorno ed è stata giornalista di Rete 55 e del mensile Gulliver, nonché redattrice di Glamour (Condè Nast) e di Diva e Donna (Cairo Editore). Ha collaborato con il Corriere della Sera, L'Espresso, Vanity Fair, People e molte altre testate nazionali e internazionali come Vogue, Panorama e Cosmopolitan, oltre ad emittenti radiofoniche quali Radio Montecarlo, Radio Kiss Kiss e Radio Capital, occupandosi di attualità, lifestyle e viaggi.
Già direttrice di The Good Life Italia e Lamborghini Magazine, lavora come giornalista per il settimanale Grazia con la qualifica di "Royal Watcher", con la quale ha partecipato a programmi televisivi come Oggi è un altro giorno e Porta a Porta e Rainews.
È responsabile della comunicazione per ONG e istituzioni in Italia e all’estero ed è consulente PR specializzata in Situational Awareness.
Nel 2011 ha pubblicato il romanzo biografico Sarò regina. La vita di Kate Middleton come me l'ha raccontata lei (Sonzogno). Ideatrice e depositaria della Travel Therapy, ha dato alle stampe nello stesso anno il manuale Travel Therapy: il viaggio giusto al momento giusto (Emma Books).
Nel 2013 ha dato alle stampe il romanzo La matematica delle bionde (Giunti), che l'anno successivo è stato tradotto in inglese con il titolo The Blonde Formula.
Nel 2016 ha pubblicato con Feltrinelli il romanzo Quattro tazze di tempesta, che racconta la storia di quattro amiche alla soglia dei quarant’anni, tra illusioni e delusioni, rimpianti e rivincite, lacrime e risate, e una tempesta che attraverseranno per uscirne trasformate e più forti.
Nel 2018 il suo romanzo Due sirene in un bicchiere (Feltrinelli) si conferma best seller nella classifica del Corriere della Sera, con oltre 50.000 copie vendute e traduzioni all'estero. In questo romanzo, ambientato in uno speciale B&B su un’isola del Mediterraneo, che promette sole, relax e detox per corpo e spirito, i cinque ospiti riscoprono chi sono e soprattutto chi vogliono diventare, dopo una notte drammatica che tiene tutti con il fiato sospeso. È liberamente ispirata al suo romanzo Le onde del passato, serie andata in onda nel 2025 su Canale 5 prodotta da Banijay.
Nel giugno 2020 è tornata in libreria con il romanzo La circonferenza dell'alba, sempre per i tipi di Feltrinelli, ambientato sul lago di Como per raccontare la storia di una famiglia e di una protagonista, Giorgia, che fa i conti con il passato per proiettarsi nel futuro.
Nel 2023 è stata l'autrice del libro La regina mi ha detto. Queen Elizabeth in parole sue (Gribaudo), che raccoglie per la prima volta le citazioni di "The Queen", insieme a commenti e aneddoti inediti.
Nel 2025 ha pubblicato per i tipi Feltrinelli il romanzo Effetto Jane Austen, ambientato nei luoghi della scrittrice inglese, che racconta l'incontro di Amelia, fotoreporter in crisi, con Emma, booktoker e bookstagrammer diciottenne con milioni di follower, in un viaggio pieno di contrattempi e sorprese. Una commedia che mette a confronto due generazioni e due visioni opposte del romanticismo e dell'emancipazione.
Autrice di guide turistiche e manuali di viaggio per il Touring Club Italiano, vive con la valigia tra Milano e il mondo.

## Opere
- Il manuale della viaggiatrice, 2008, ISBN 9788889550298.
- Il piccolo libro verde dei viaggi: 250 consigli per viaggiare eco, 2010, ISBN 9788862980999.
- Travel Therapy: il viaggio giusto al momento giusto, 2011, ISBN 9788862981002.
- Sarò regina. La vita di Kate Middleton come me l'ha raccontata lei, Sonzogno, 2011, ISBN 9788845424915.
- La matematica delle bionde, Giunti, 2013, ISBN 9788809811058.
- Quattro tazze di tempesta, Feltrinelli, 2016, ISBN 9788807031878.
- Due sirene in un bicchiere, Feltrinelli, 2018, ISBN 9788807032950.
- La circonferenza dell’alba, Feltrinelli, 2020, ISBN 9788807034046.
- La regina mi ha detto. Queen Elizabeth in parole sue, Gribaudo, 2023, ISBN 9788858044568.
- Effetto Jane Austen, Feltrinelli, 2025, ISBN 978-88-07-97002-3